# Stadio Alberto Braglia
Stadio Alberto Braglia – stadion piłkarski znajdujący się w mieście Modena we Włoszech. 
Swoje mecze rozgrywają na nim zespoły Modena FC i Carpi FC. Jego pojemność wynosi 21 000.